# Lithacodia parvimacula
Lithacodia parvimacula là một loài bướm đêm trong họ Noctuidae.